# James Laurie
Pour les articles homonymes, voir Laurie.
James Laurie est un ingénieur civil américain d'origine britannique né à Bellsquarry (en), près d'Édimbourg le 9 mai 1811 et mort à Hartford (Connecticut) le 16 mars 1875.
James Laurie a été un des cofondateurs et le premier président de l'American Society of Civil Engineers.

## Biographie
James Laurie a été apprenti jusqu'en 1832 dans un bureau de Bellsquarry qui fabriquait des instruments mathématiques et d'ingénierie. 
Il a quitté l'Écosse pour les États-Unis avec James P. Kirkwood en 1832. Ils ont travaillé ensemble pour la compagnie Norwich and Worchester Railroad (en) à Boston jusqu'en 1835 où il était devenu ingénieur en chef. Sur cette ligne a été construit un des premiers tunnels des États-Unis, le Taft Tunnel (en) ouvert en 1837 qui a été conçu et construit pendant que James Laurie était ingénieur en chef de la compagnie.
Entre 1845 et 1847 il a été inspecteur pour la compagnie Providence and Plainfield Railroad (en) qui a plus tard fusionné dans la Hartford, Providence & Fishkill Railroad (en).
En 1848 James Laurie a ouvert un bureau à Boston où il est resté un an ou deux. L'essentiel de son travail a été d'étudier et de surveiller la construction des lignes de chemin de fer, de ponts et d'autres projets d'ingénierie.
Entre 1848 et 1851 il a été ingénieur de la compagnie New Jersey Central Railroad où il a étudié l'extension de la ligne entre Whitehouse, New Jersey (en) à Easton (Pennsylvanie). 
Il ouvre ensuite un bureau à New York en 1852 où il a étudié pendant trois ans des ponts pour l'État de New York. En 1853 il a été ingénieur de la compagnie Nova Scotia Railway (en) qui a été reprise par le gouvernement de Nouvelle-Écosse en 1867. Il a travaillé sur l'extension de la ligne en 1859-1860. 
Il a ensuite travaillé pour l'État de Massachusetts et travaille sur des inspections de la compagnie Troy & Greenfield Railroad (en) et en particulier sur la construction du tunnel du Hoosac en 1862 pour laquelle il a travaillé pendant plusieurs années. Entre 1861 et 1866 il a aussi été ingénieur en chef par la compagnie Hartford and New Haven Railroad (en). Il a conçu un important pont à treillis en fer forgé riveté au-dessus du Connecticut à Warehouse Point, Connecticut. Ce pont a été un des premiers de ce type aux États-Unis.
Après 1870, il a examiné les projets du Lyman Viaduct (en) pour le Air Line Railroad dans le Connecticut, et du pont Eads.

## Premier président de l'American Society of Civil Engineers
Il a participé aux premières réunions de la Boston Society of Civil Engineers (en) (BSCE), fondée le 3 juillet 1848. Il a été élu son directeur jusqu'en 1850. Il présente le premier mémoire à la BSCE sous le titre Coal and Iron Trade of Great Britain and the United States. 

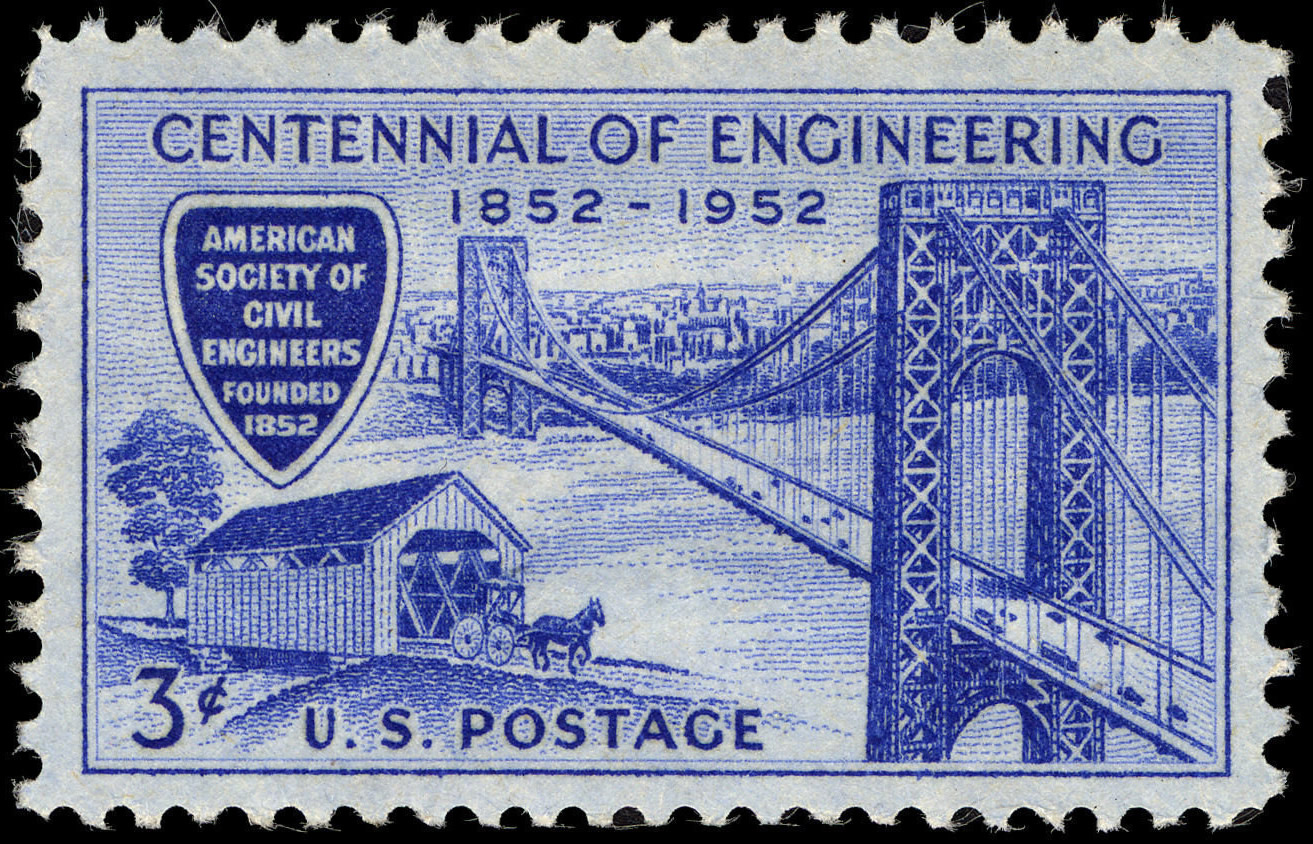
Timbre émis pour le centenaire de l'ASCE

Devant la réussite de la BSCE, six ingénieur dont James Laurie envient une lettre le 23 octobre 1852 invitant les ingénieurs civile et les architectes à participer à une première réunion pour fonder une société d'ingénieurs civils sous le nom d'American Society of Civil Engineers and Architect (ASCEA). La première réunion s'est tenue le 23 novembre 1852 avec 12 ingénieurs dans les bureaux de l'aqueduc de Croton se trouvant dans le Rotunda Building, à New York. James Laurie y est élu premier président de l'American Society of Civil Engineers and Architect (ASCEA). Il en est resté président jusqu'en 1867. À la réunion du 5 janvier 1853 de l'ASCEA il a présenté le premier mémoire sous le titre The Relief of Broadway et fait une conférence sur la construction sur un chemin de fer en élévation au-dessus des rues de New York pour éviter les problèmes de circulation. Mais, entre 1855 et 1867, l'ASCE est inactive. Pendant la guerre de Sécession James Laurie n'est pas à New York.
En 1867, James Laurie propose un plan pour remettre en activité l'ASCEA, en particulier de trouver un lieu fixe pour faire les réunions de l'ASCEA. Il donne un chèque de 558,25 US$ correspondant au paiement de parts sur la New York Central Railroad. Cette somme a permis à l'ASCEA d'acheter son siège dans le bâtiment de la chambre de commerce de New York. Les architectes ont créé leur propre société en 1857 sous le nom d'American Institute of Architects. L'ASCEA s'est alors enregistrée sous l'appellation American Society of Civil Engineers en 1868. James P. Kirkwood (en) est élu deuxième président de l'ASCE en 1868.

## Prix
L'American Society of Civil Engineers a créé en 1912 à sa mémoire le James Laurie Prize attribué annuellement pour récompenser « la personne qui a contribué le plus à l'avancement de l'ingénierie du transport, incluant la recherche, la planification, la conception et la construction. »